# Conjugată complexă

Reprezentarea geometrică a lui şi a conjugatei sale în planul complex.

În matematică, conjugata complexă a unui număr complex se obține prin schimbarea semnului părții imaginare. În consecință, conjugatul unui număr complex de forma 
{\displaystyle z=a+ib\,}
(în care {\displaystyle a} și {\displaystyle b} sunt numere reale) este
{\displaystyle {\overline {z}}=a-ib.\,}
Conjugata complexă este de obicei notată în matematică prin notația {\displaystyle z^{*}}.  Aici s-a notat cu {\displaystyle {\bar {z}}} pentru a se evita confuzia cu notația pentru conjugata transpusă a unei matrici (despre care se poate afirma că este o generalizare a conjugatei complexe). De remarcat că dacă un număr complex este notat printr-o matrice {\displaystyle 2\times 2}, notația rămâne aceeași.
Spre exemplu:
{\displaystyle {\overline {(3-2i)}}=3+2i}
{\displaystyle {\overline {7}}=7}
{\displaystyle {\overline {i}}=-i.}
De obicei, numerele complexe sunt privite ca puncte în planul numerelor complexe cu coordonate carteziene. Axa {\displaystyle x} reprezintă axa ce conține partea reală a numărului, iar axa {\displaystyle y} reprezintă numărul de multiplicări ale numărului {\displaystyle i}. Sub această privire, conjugata complexă corespunde reflecției față de axa x.
În coordonate polare, conjugata lui {\displaystyle re^{i\phi }} este {\displaystyle re^{-i\phi }}.  Acest lucru se poate verifica foarte ușor cu formula lui Euler.
Perechile de conjugate complexe sunt importante pentru că unitatea imaginară {\displaystyle i} este   de nedeosebit față de inversul său aditiv sau multiplicativ {\displaystyle -i}, datorită faptului că ambele satisfac definiția părții imaginare: {\displaystyle x^{2}=-1}. Deci, în condiții "normale", dacă un număr complex este soluția unei probleme, atunci și conjugata sa este soluție a problemei, precum în cazul unor soluții complexe pentru ecuațiile pătratice cu coeficienți reali.

## Proprietăți
Aceste proprietăți se aplică tuturor numerelor complexe {\displaystyle z} și {\displaystyle w}, dacă nu se precizează altceva.
{\displaystyle {\overline {(z+w)}}={\overline {z}}+{\overline {w}}\!\ }
{\displaystyle {\overline {(z-w)}}={\overline {z}}-{\overline {w}}\!\ }
{\displaystyle {\overline {(zw)}}={\overline {z}}\;{\overline {w}}\!\ }
{\displaystyle {\overline {\left({\frac {z}{w}}\right)}}={\frac {\overline {z}}{\overline {w}}}}  dacă {\displaystyle w} este diferit de zero
{\displaystyle {\overline {z}}=z\!\ } dacă și numai dacă {\displaystyle z} este real
{\displaystyle {\overline {z^{n}}}={\overline {z}}^{n}} pentru orice număr {\displaystyle n} întreg
{\displaystyle \left|{\overline {z}}\right|=\left|z\right|}
{\displaystyle {\left|z\right|}^{2}=z{\overline {z}}={\overline {z}}z}
{\displaystyle z^{-1}={\frac {\overline {z}}{{\left|z\right|}^{2}}}} dacă {\displaystyle z} este diferit de zero
Această formulă este metoda folosită pentru a calcula inversul unui număr complex, dacă se dau coordonatele sale dreptunghiulare.
{\displaystyle \exp({\overline {z}})={\overline {\exp(z)}}\,\!}
{\displaystyle \log({\overline {z}})={\overline {\log(z)}}\,\!} dacă {\displaystyle z} este diferit de zero
În general, dacă {\displaystyle \phi \,} este o funcție polimorfică ale cărei singure restricții asupra numerelor reale este să fie reale, și {\displaystyle \phi (z)\,} este definit, atunci
{\displaystyle \phi ({\overline {z}})={\overline {\phi (z)}}\,\!}
Prin urmare, dacă {\displaystyle p} este un polinom cu coeficienți reali și {\displaystyle p(z)=0}, atunci și {\displaystyle p({\overline {z}})=0}. Deci, rădăcinile ne-reale ale polinoamelor reale apar sub forma de conjugate complexe. 
Funcția {\displaystyle \phi (z)={\overline {z}}} din {\displaystyle \mathbb {C} } to {\displaystyle \mathbb {C} } este o funcție continuă. Ea nu este o funcție olomorfă, inversează orientarea, în timp ce funcțiile olomorfe păstrează local orientarea. Este o funcție bijectivă și compatibilă cu operațiile aritmetice, prin urmare este un automorfism de corp. Deoarece menține fixe numerele reale, este un element al grupului Galois⁠(d) al extinderii de corp {\displaystyle \mathbb {C} /\mathbb {R} }. Acest grup Galois are doar două elemente: {\displaystyle \phi } și elementul neutru din {\displaystyle \mathbb {C} }. Astfel, singurele două automorfisme de corp ale {\displaystyle \mathbb {C} } care lasă numerele reale fixe sunt aplicația identitate și conjugarea complexă.

## Generalizare
Prin transpunerea conjugatei transpuse (sau adjunctei) unei matrice complexe se generalizează conceptul de conjugată complexă. Chiar și mai general este conceptul de operatori disjuncți pentru operatori ai unui spațiu Hilbertian complex (posibil infinit dimensional). Toate acestea sunt grupate în operații * ale C*-algebra.
Se poate defini conjugata pentru o cuaternară sub forma: conjugata lui {\displaystyle a+bi+cj+dk} ca fiind {\displaystyle a-bi-cj-dk}.
De remarcat că toate aceste generalizări sunt multiplicative numai dacă factorii sunt inversați: 
{\displaystyle {\left(zw\right)}^{*}=w^{*}z^{*}.}
Pentru că înmulțirea numerelor complexe este comutativă, această schimbare a ordinii nu este necesară.
Există și conceptul abstract de conjugată pentru spații vectoriale {\displaystyle V} al numerelor complexe. În acest context, orice transformare liniară (reală) {\displaystyle \phi :V\rightarrow V} care satisface 
1. {\displaystyle \phi \neq id_{V}}, funcția de identitate pe {\displaystyle V},
2. {\displaystyle \phi ^{2}=id_{V}\,}, și
3. {\displaystyle \phi (zv)={\overline {z}}\phi (v)} pentru toate {\displaystyle v\in V}, {\displaystyle z\in {\mathbb {C} }},

este numită conjugată complexă. One example of this notion is the conjugate transpose operation of complex matrices defined above. It should be remarked that on general complex vector spaces there is no canonical notion of complex conjugation.